# Дэлгэрхангай
Дэлгэрхангай (монг. Дэлгэрхангай) — сомон аймака Дундговь в центральной части Монголии, площадь которого составляет 6 209 км². Численность населения по данным 2007 года составила 2 530 человек.
Центр сомона — посёлок Хашаат, расположенный в 130 километрах от административного центра аймака — города Мандалговь и в 375 километрах от столицы страны — Улан-Батора.

## География
Сомон расположен в центральной части Монголии. Граничит с соседним аймаком Умнеговь. На территории Дэлгэрхангая располагаются горы Дэлгэрхангай, Номгон, Улаан Хамар, протекает река Онгойн гол.
Из полезных ископаемых в сомоне встречаются известняк, слюда.

## Климат
Климат резко континентальный. Средняя температура января -18 градусов, июля +21 градусов. Ежегодная норма осадков 150 мм.

## Фауна
Животный мир Дэлгэрхангая представлен горными баранами, козлами, лисами, корсаками.

## Инфраструктура
В сомоне есть школа, больница, центры культуры и торговли.